# Kim Brodersen
Kim Kamman Brodersen (ur. 3 lutego 1963 w Aabenrze) – duński piłkarz występujący na pozycji bramkarza.

## Kariera klubowa
Brodersen w swojej karierze występował w duńskich pierwszoligowych zespołach Herfølge BK, Næstved IF oraz Lyngby BK, a także w norweskim drugoligowcu, Moss FK. W 1991 roku otrzymał nagrodę Det Gyldne Bur, a w sezonie 1991/1992 wraz z Lyngby zdobył mistrzostwo Danii.

## Kariera reprezentacyjna
W reprezentacji Danii Brodersen wystąpił jeden raz, 30 stycznia 1993 w zremisowanym 2:2 towarzyskim meczu ze Stanami Zjednoczonymi.